# Пряпорец (област Стара Загора)
Вижте пояснителната страница за други населени места с името Пряпорец.
 Тази статия е за селото в област Стара Загора.  За друго едноименно село вижте Пряпорец (Област Кърджали).  За други значения вижте Пряпорец.
Пряпорец е село в Южна България. То се намира в община Стара Загора, област Стара Загора.

## География
Село Пряпорец се намира в планински район.